# Coulanges (Loir-et-Cher)
Coulanges – miejscowość i dawna gmina we Francji, w Regionie Centralnym, w departamencie Loir-et-Cher. W 2013 roku populacja gminy wynosiła 325 mieszkańców. 
W dniu 1 stycznia 2017 roku z połączenia trzech ówczesnych gmin – Chouzy-sur-Cisse, Coulanges oraz Seillac – utworzono nową gminę Valloire-sur-Cisse. Siedzibą gminy została miejscowość Chouzy-sur-Cisse. 